# Ossé

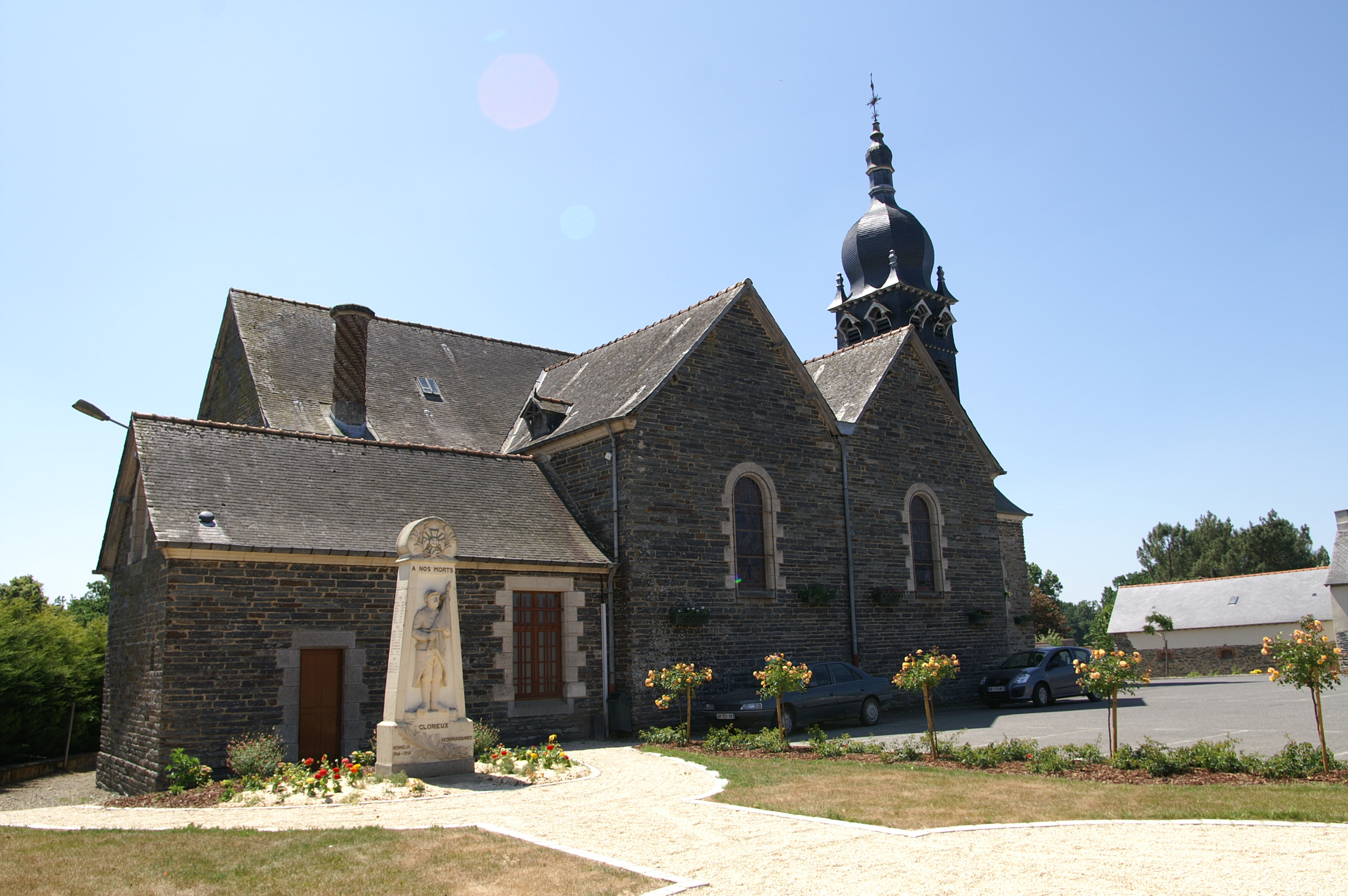
La chiesa

Ossé è un ex comune francese di 1 184 abitanti situato nel dipartimento dell'Ille-et-Vilaine nella regione della Bretagna. A partire da 1º gennaio 2017 si è fuso con Châteaugiron e con Saint-Aubin-du-Pavail per dar vita al nuovo comune di Châteaugiron.

## Società

### Evoluzione demografica
Abitanti censiti